# Esa cara del paraíso (Star Trek: La serie original)
"Esa cara del paraíso" es el episodio número 24 en ser transmitido y el 25 en ser producido de la primera temporada de Star Trek: La serie original. Fue transmitido por primera vez el 2 de marzo de 1967 y fue repetido el 10 de agosto de 1967. El episodio fue escrito por D.C. Fontana y Nathan Butler, y dirigido por Ralph Senensky.
En la versión Bluray publicada el 28 de abril de 2009 por la Paramount, ASIN: B001TH16DS,el título de este episodio en el audio en español es dado como Al borde del paraíso.
Resumen: La USS Enterprise visita un planeta donde sus habitantes están bajo la influencia de una extraña planta.

## Trama
En la fecha estelar 3417.3, la nave estelar USS Enterprise llega a Omicron Ceti III, donde una colonia de la Federación ha estado ya varios años. Sin embargo el planeta se encuentra sometido al bombardeo de rayos Berthold, una forma mortal de radiación que causa severos daños a los tejidos después de unas pocas semanas de exposición. Por si fuera poco, no han existido comunicaciones con la colonia desde hace un tiempo. La triste misión del Enterprise es recuperar los restos mortales de los colonos y su equipo. 
El capitán Kirk, junto a Spock, McCoy, Sulu y otros tripulantes, se transportan a la superficie del planeta y hacen el sorprendente descubrimiento de que los colonos se encuentran vivos. La tripulación es recibida amablemente por Elias Sandoval, un granjero y líder de los colonos quien les asegura que no ha habido problemas aparte de que el sistema de comunicaciones ha fallado. También ellos encuentran a otra colona, Leila Kalomi, quien tuvo un interés amoroso por el Sr. Spock seis años antes en la Tierra. Aun no teniendo ninguna idea de cómo ni por qué estas personas aún están con vida, el Dr. McCoy prepara una serie de exámenes médicos para los colonos mientras otros miembros de la tripulación exploran las cercanías buscando la respuesta a este fenómeno.
La interrogante se profundiza cuando McCoy encuentra que los colonos están en plena salud. Al revisar los registros médicos de los colonos, encuentra que, aunque el registro indicaba que a Sandoval le había sido extirpado el apéndice, su examen había mostrado que Sandoval tiene su apéndice intacto. Los otros miembros de la partida de desembarque descubren que no existe ninguna vida animal en el planeta — no hay ganado, ni pájaros ni tampoco insectos. Evadiendo las preguntas de Kirk acerca del destino de los animales domésticos que habían traído con ellos y la ausencia general de vida animal en el planeta, Sandoval explica que simplemente "Somos vegetarianos".
Cuando Spock se encontraba explorando los alrededores buscando claves para explicar la situación, la dulce Leila se encuentra con él y le dice que le mostrará cómo los colonos han logrado sobrevivir. Lo lleva a un lugar donde unas extrañas flores le disparan una bocanada de esporas.
Siendo medio Vulcano, Spock normalmente no expresa sus emociones, pero momentos después de ser expuesto a las esporas, el anteriormente lógico Spock es capaz de decirle a Leila "Te amo". Ahora libre para encontrar la felicidad con Leila, Spock ríe y con su cabeza en el regazo de Leila se cuelga de un árbol con ella para contemplar las nubes. Cuando Kirk intenta contactarlo, no es Spock sino Leila quien activa el comunicador. No deseando por el momento parar de abrazar, acariciar y besar a Leila, Spock responde a las preguntas de Kirk con una divertida brusquedad y rehúsa obedecer órdenes.
Spock le muestra las extrañas flores a Kirk y a otros miembros de la tripulación, quienes son esparcidos con esporas, pero el capitán Kirk escapa de esto ya que se encuentra fuera del alcance de su fuego. Cuando Kirk regresa a la nave, esta se encuentra llena de flores y sus esporas. Toda la tripulación, en una abierta pero pacífica rebelión se amotina, y comienza a bajar a la superficie del planeta. Antes de bajar, la teniente Uhura sabotea el sistema de comunicaciones de la nave.
Pronto, Kirk es la única persona que permanece a bordo de la nave. Dado que esta se encuentra llena con las plantas, Kirk queda al alcance de una de ellas, quien le dispara sus esporas. Kirk comienza a sentirse en paz y planea bajar a la superficie del planeta, pero cuando está a punto de dejar al Enterprise, él tiene segundos pensamientos al reflexionar sobre su carrera, causándole una serie de violentas emociones, que abruman y destruyen las esporas que están dentro de su cuerpo.
Kirk se da cuenta ahora que las esporas no pueden sobrevivir en presencia de fuertes sentimientos. Él le pide a Spock que suba a la nave para ayudarle con algunas cosas que no serán capaces de recuperar una vez que el último de los tripulantes deje la nave. Lo que Kirk realmente quiere es que Spock recupere sus sentidos. Registra en el diario de la nave que su plan es matar las esporas dentro de Spock haciéndolo enojar, lo cual es muy arriesgado ya que Spock es medio vulcano, un humanoide muchísimo más fuerte que un humano, cuya raza eran feroces guerreros antes de que su control de las emociones finalizaran las matanzas en su mundo.
No obstante, cuando Spock llega, Kirk lo insulta con abusos racistas y se burla de él como un fenómeno que se atreve a hacer el amor a Leila. Spock se enfurece y se produce una pelea pero afortunadamente su racionalidad regresa antes de que hiera seriamente al capitán. Crean un dispositivo para enviar una frecuencia subsónica a través de los comunicadores que irritará a todos los de la colonia. Poco después, las peleas comienzan a surgir por todo el lugar, lo que finaliza rápidamente la influencia de las esporas.
Después de un rato y una vez que las cosas han regresado a la normalidad, Spock le pide a Leila que suba a la nave. Ella sube a bordo para encontrar que Spock ya no está más "con nosotros", y le ruega desesperadamente que regrese con ella al planeta para que puedan estar juntos. Sentidamente, él le dice a ella que tiene responsabilidades en la nave y que no lo puede hacer. Leila comienza a llorar y le dice "¿Te importa si digo que aún te amo?" Spock no pone objeciones y la abraza. Luego ella le pregunta si tiene otro nombre aparte de Spock. Él toma sus brazos y saca gentilmente una lágrima de su mejilla. Él sonríe melancólicamente y dice "No podrías pronunciarlo".
Cuando el Enterprise, con los colonos seguros a bordo, se prepara para salir del sistema, Spock comenta sus experiencias diciendo: "Por primera vez en mi vida, fui feliz".

## Remasterización del aniversario de los 40 años
Esa cara del paraíso fue remasterizada digitalmente en el año 2006 y esta versión fue transmitida por primera vez el 28 de julio de 2007 como parte de la remasterización del aniversario de los 40 años de la serie original. Este episodio había sido precedido una semana antes por la versión remasterizada del episodio El señor de Gothos, y seguido después de una pausa de varias semanas por el episodio Galileo siete. Además del audio y video remasterizado, y todas las animaciones de la USS Enterprise realizadas por CGI que es el estándar de todas las revisiones, los cambios específicos para este episodio son:
- La vistas del planeta Omicron Ceti III desde el espacio exterior han sido cambiadas para parecer más "realistas", y han sido agregadas bandas visibles del efecto de la aurora hipotética causada por los rayos Berthold.

## Recepción
Zack Handlen de The A.V. Club calificó el episodio con una "A", describiéndole como "un episodio intrigantemente ambiguo", y alabó su sentido del humor.